# Jocelyne Triadouová
Jocelyne Triadou, (* 31. května 1954, Francie) je bývalá reprezentantka Francie v judu.

## Sportovní kariéra
Patřila k průkopnicim ženského juda ve Francii a jednou z prvních osobností. Po skončení kariéry pracovala jako trenérka.

## Výsledky

### Váhové kategorie
| Turnaj             | 1975         | 1976         | 1977         | 1978           | 1979           | 1980           | 1981           | 1982           |
| Turnaj             | 21           | 22           | 23           | 24             | 25             | 26             | 27             | 28             |
| Turnaj             | střední váha | střední váha | střední váha | polotěžká váha | polotěžká váha | polotěžká váha | polotěžká váha | polotěžká váha |
| ------------------ | ------------ | ------------ | ------------ | -------------- | -------------- | -------------- | -------------- | -------------- |
| Mistrovství světa  |              |              |              |                |                | 1.             |                | 3.             |
| Mistrovství Evropy | 2.           | 2.           | —            | —              | 1.             | 1.             | 1.             | 1.             |

### Bez rozdílu vah
| Turnaj             | 1975 | 1976 | 1977 | 1978 | 1979 | 1980 | 1981 | 1982 |
| Turnaj             | 21   | 22   | 23   | 24   | 25   | 26   | 27   | 28   |
| ------------------ | ---- | ---- | ---- | ---- | ---- | ---- | ---- | ---- |
| Mistrovství světa  |      |      |      |      |      | —    |      | 3.   |
| Mistrovství Evropy | —    | —    | 1.   | 2.   | —    | —    | ?    | —    |